# 코시-코발렙스카야 정리
수학에서, 코시-코발렙스카야 정리(Cauchy-Ковалевская定理, 영어: Cauchy–Kovalevskaya theorem)는 해석적 편미분 방정식의 초기 조건 문제의 해의 존재에 대한 정리이다.

## 정의
{\displaystyle K}가 실수체 또는 복소수체라고 하고, {\displaystyle V}와 {\displaystyle W}가 {\displaystyle K}에 대한 벡터 공간이라고 하자. {\displaystyle U\subset V\times W}가 0의 근방이라고 하고, {\displaystyle A_{1},\dots ,A_{n-1}\colon U\to \operatorname {End} (V)}가 해석함수라고 하자. 또한, {\displaystyle b\colon U\to V}가 해석함수라고 하자.
그렇다면, 미지의 함수 {\displaystyle f\colon W\to V}에 대한 다음과 같은 초기 조건 문제는 항상 원점의 근방에서 해를 갖는다.
{\displaystyle \partial _{x_{n}}f=A_{1}(x,f)\partial _{x_{1}}f+\cdots +A_{n-1}(x,f)\partial _{x_{n-1}}f+b(x,f)}
{\displaystyle f|_{x_{n}=0}=0}
즉, 원점의 어떤 근방 {\displaystyle N\subset W}에 대하여, 위 조건들을 만족시키는 함수 {\displaystyle f\colon N\to V}가 존재한다.
이 정리에서 {\displaystyle A_{i}} 및 {\displaystyle b}는 해석함수여야 한다. 만약 이를 매끄러운 함수로 약화시키면 이 정리는 성립하지 않는다.

## 역사
오귀스탱 루이 코시가 특수한 경우를 1842년 증명하였고, 소피야 코발렙스카야가 이를 1875년 일반화하였다.

## 참고 문헌
1. ↑  Cauchy, Augustin (1842). 《Comptes rendus》 (프랑스어) 15. |제목=이(가) 없거나 비었음 (도움말)
2. ↑  von Kowalevsky, Sophie (1875). “Zur Theorie der partiellen Differentialgleichungen”. 《Journal für die reine und angewandte Mathematik》 (독일어) 1875 (80): 1–32. doi:10.1515/crll.1875.80.1. ISSN 0075-4102. JFM 07.0201.01.

- Folland, Gerald B. (1995). 《Introduction to Partial Differential Equations》. Princeton University Press. ISBN 0-691-04361-2.
- Hörmander, L. (1983). 《The analysis of linear partial differential operators I》. Grundl. Math. Wissenschaft. 256. Springer. ISBN 3-540-12104-8. MR 0717035.